# Wielersport op de Gemenebestspelen 2018
Wielersport is een van de sporten die beoefend werd op de Gemenebestspelen 2018. Het wielertoernooi vond plaats van 5 tot en met 14 april in het Anna Meares Velodrome (baan), Elanora / Currumbin Valley (weg) en Nerang National Park (mountainbike).

## Medailles

### Mannen
| Onderdeel                 | Goud | Goud                                                               | Zilver | Zilver                                               | Brons | Brons                                                           |
| Baan                      | Baan | Baan                                                               | Baan   | Baan                                                 | Baan  | Baan                                                            |
| ------------------------- | ---- | ------------------------------------------------------------------ | ------ | ---------------------------------------------------- | ----- | --------------------------------------------------------------- |
| Sprint                    | NZL  | Sam Webster                                                        | SCO    | Jack Carlin                                          | AUS   | Jacob Schmid                                                    |
| Keirin                    | AUS  | Matthew Glaetzer                                                   | WAL    | Lewis Oliva                                          | NZL   | Edward Dawkins                                                  |
| 1 km tijdrit              | AUS  | Matthew Glaetzer                                                   | NZL    | Edward Dawkins                                       | SCO   | Callum Skinner                                                  |
| Teamsprint                | NZL  | Ethan Mitchell Sam Webster Edward Dawkins                          | ENG    | Ryan Owens Joseph Truman Philip Hindes               | AUS   | Nathan Hart Jacob Schmid Patrick Constable Matthew Glaetzer     |
| Individuele achtervolging | ENG  | Charlie Tanfield                                                   | SCO    | John Archibald                                       | NZL   | Dylan Kennett                                                   |
| Puntenkoers               | SCO  | Mark Stewart                                                       | NZL    | Campbell Stewart                                     | ENG   | Ethan Hayter                                                    |
| Scratch                   | AUS  | Sam Welsford                                                       | NZL    | Campbell Stewart                                     | ENG   | Christopher Latham                                              |
| Ploegenachtervolging      | AUS  | Alex Porter Sam Welsford Leigh Howard Kelland O'Brien Jordan Kerby | ENG    | Oliver Wood Kian Emadi Charlie Tanfield Ethan Hayter | CAN   | Michael Foley Jay Lamoureux Derek Gee Aidan Caves Adam Jamieson |
| Mountainbike              |      |                                                                    |        |                                                      |       |                                                                 |
| Cross country             | NZL  | Samuel Gaze                                                        | NZL    | Anton Cooper                                         | RSA   | Alan Hatherly                                                   |
| Weg                       |      |                                                                    |        |                                                      |       |                                                                 |
| Wegwedstrijd              | AUS  | Steele Von Hoff                                                    | WAL    | Jonathan Mould                                       | RSA   | Clint Hendricks                                                 |
| Individuele tijdrit       | AUS  | Cameron Meyer                                                      | ENG    | Harry Tanfield                                       | NZL   | Hamish Bond                                                     |

### Vrouwen
| Onderdeel                 | Goud | Goud                                                         | Zilver | Zilver                                                     | Brons | Brons                                                                   |
| Baan                      | Baan | Baan                                                         | Baan   | Baan                                                       | Baan  | Baan                                                                    |
| ------------------------- | ---- | ------------------------------------------------------------ | ------ | ---------------------------------------------------------- | ----- | ----------------------------------------------------------------------- |
| Sprint                    | AUS  | Stephanie Morton                                             | NZL    | Natasha Hansen                                             | AUS   | Kaarle McCulloch                                                        |
| Keirin                    | AUS  | Stephanie Morton                                             | AUS    | Kaarle McCulloch                                           | NZL   | Natasha Hansen                                                          |
| 500m tijdrit              | AUS  | Kaarle McCulloch                                             | AUS    | Stephanie Morton                                           | NZL   | Emma Cumming                                                            |
| Teamsprint                | AUS  | Kaarle McCulloch Stephanie Morton                            | NZL    | Natasha Hansen Emma Cumming                                | ENG   | Lauren Bate Katy Marchant                                               |
| Individuele achtervolging | SCO  | Katie Archibald                                              | AUS    | Rebecca Wiasak                                             | AUS   | Annette Edmondson                                                       |
| Puntenkoers               | WAL  | Elinor Barker                                                | SCO    | Katie Archibald                                            | SCO   | Neah Evans                                                              |
| Scratch                   | AUS  | Amy Cure                                                     | SCO    | Neah Evans                                                 | ENG   | Emily Kay                                                               |
| Ploegenachtervolging      | AUS  | Alexandra Manly Annette Edmondson Ashlee Ankudinoff Amy Cure | NZL    | Kirstie James Rushlee Buchanan Racquel Sheath Bryony Botha | CAN   | Allison Beveridge Annie Foreman-Mackey Ariane Bonhomme Stephanie Roorda |
| Mountainbike              |      |                                                              |        |                                                            |       |                                                                         |
| Cross country             | ENG  | Annie Last                                                   | ENG    | Evie Richards                                              | CAN   | Haley Smith                                                             |
| Weg                       |      |                                                              |        |                                                            |       |                                                                         |
| Wegwedstrijd              | AUS  | Chloe Hosking                                                | NZL    | Georgia Williams                                           | WAL   | Dani Rowe                                                               |
| Individuele tijdrit       | AUS  | Katrin Garfoot                                               | NZL    | Linda Villumsen                                            | ENG   | Hayley Simmonds                                                         |

### Onderdelen voor gehandicapten
| Onderdeel                    | Goud   | Goud                                  | Zilver                 | Zilver                             | Brons                  | Brons                              |
| Mannen                       | Mannen | Mannen                                | Mannen                 | Mannen                             | Mannen                 | Mannen                             |
| ---------------------------- | ------ | ------------------------------------- | ---------------------- | ---------------------------------- | ---------------------- | ---------------------------------- |
| Sprint tandem B              | SCO    | Neil Fachie Matt Rotherham (piloot)   | WAL                    | James Ball Peter Mitchell (piloot) | AUS                    | Brad Henderson Tom Clarke (piloot) |
| 1 kilometer tijdrit tandem B | SCO    | Neil Fachie Matt Rotherham (piloot)   | WAL                    | James Ball Peter Mitchell (piloot) | AUS                    | Brad Henderson Tom Clarke (piloot) |
| Vrouwen                      |        |                                       |                        |                                    |                        |                                    |
| Sprint tandem B              | ENG    | Sophie Thornhill Helen Scott (piloot) | Alleen goud uitgereikt | Alleen goud uitgereikt             | Alleen goud uitgereikt | Alleen goud uitgereikt             |
| 1 kilometer tijdrit tandem B | ENG    | Sophie Thornhill Helen Scott (piloot) | Alleen goud uitgereikt | Alleen goud uitgereikt             | Alleen goud uitgereikt | Alleen goud uitgereikt             |

## Medailleklassement
| Plaats | Land          | Goud | Zilver | Brons | Totaal |
| 1      | Australië     | 14   | 3      | 6     | 23     |
| 2      | Engeland      | 4    | 4      | 5     | 13     |
| 3      | Schotland     | 4    | 4      | 2     | 10     |
| 4      | Nieuw-Zeeland | 3    | 9      | 5     | 17     |
| 5      | Wales         | 1    | 4      | 1     | 6      |
| 6      | Canada        | 0    | 0      | 3     | 3      |
| 7      | Zuid-Afrika   | 0    | 0      | 2     | 2      |
| Totaal | Totaal        | 26   | 24     | 24    | 74     |